# Volejbol'nyj klub Zareč'e Odincovo 2011-2012
Questa voce raccoglie le informazioni riguardanti il Volejbol'nyj klub Zareč'e Odincovo nelle competizioni ufficiali della stagione 2011-2012.

## Organigramma societario
Area direttiva
- Presidente: Igor' Parchomenko

Area tecnica
- Allenatore: Vadim Pankov

## Rosa
| N° | Nome                   | Ruolo | Data di nascita   | Nazionalità sportiva |
| -- | ---------------------- | ----- | ----------------- | -------------------- |
| 1  | Monica Ravetta         | O     | 29 agosto 1985    | Italia               |
| 2  | Aleksandra Vinogradova | L     | 11 aprile 1988    | Russia               |
| 3  | Jana Manzjuk           | S     | 20 aprile 1992    | Russia               |
| 4  | Ekaterina Romanenko    | L     | 23 dicembre 1993  | Russia               |
| 5  | Ekaterina Bogačëva     | C     | 2 gennaio 1990    | Russia               |
| 6  | Dar'ja Stoljarova      | S     | 29 marzo 1990     | Russia               |
| 7  | Marija Karakaševa      | S     | 27 ottobre 1988   | Bulgaria             |
| 8  | Natal'ja Alimova       | C     | 12 settembre 1978 | Russia               |
| 9  | Dar'ja Belokorovkina   | P     | 27 gennaio 1987   | Russia               |
| 10 | Ekaterina Pankova      | P     | 2 febbraio 1990   | Russia               |
| 11 | Dar'ja Gorjaeva        | S     | 9 novembre 1993   | Russia               |
| 13 | Anastasija Bavykina    | S     | 6 luglio 1992     | Russia               |
| 14 | Ekaterina Starikova    | O     | 26 marzo 1985     | Russia               |
| 17 | Alina Jarošik          | S     | 14 maggio 1992    | Russia               |
| 19 | Anna Sotnikova         | S     | 29 maggio 1986    | Russia               |
| 20 | Veronica Angeloni      | S     | 9 luglio 1986     | Italia               |

## Statistiche

### Statistiche di squadra
| Competizione    | Punti | In casa | In casa | In casa | In trasferta | In trasferta | In trasferta | Totale | Totale | Totale |
| Competizione    | Punti | G       | V       | P       | G            | V            | P            | G      | V      | P      |
| --------------- | ----- | ------- | ------- | ------- | ------------ | ------------ | ------------ | ------ | ------ | ------ |
| Superliga       | 27/40 | 13      | 5       | 8       | 15           | 7            | 8            | 28     | 12     | 16     |
| Coppa di Russia | 12/7  | -       | -       | -       | -            | -            | -            | 9      | 6      | 3      |
| Totale          | -     | 13      | 5       | 8       | 15           | 7            | 8            | 37     | 18     | 19     |

G = partite giocate; V = partite vinte; P = partite perse

### Statistiche dei giocatori
| Giocatrice       | Superliga | Superliga | Superliga | Superliga | Superliga |
| Giocatrice       | P         | PT        | AV        | MV        | BV        |
| ---------------- | --------- | --------- | --------- | --------- | --------- |
| N. Alimova       | 28        | 297       | 211       | 79        | 7         |
| V. Angeloni      | 16        | 189       | 157       | 17        | 15        |
| A. Bavykina      | 19        | 78        | 65        | 5         | 8         |
| D. Belokorovkina | 27        | 21        | 8         | 8         | 5         |
| E. Bogačëva      | 28        | 325       | 208       | 87        | 30        |
| D. Gorjaeva      | 0         | 0         | 0         | 0         | 0         |
| A. Jarošik       | 6         | 6         | 5         | 1         | 0         |
| M. Karakaševa    | 8         | 12        | 9         | 1         | 2         |
| J. Manzjuk       | 23        | 23        | 12        | 5         | 6         |
| E. Pankova       | 28        | 47        | 13        | 15        | 19        |
| M. Ravetta       | 28        | 334       | 248       | 51        | 35        |
| E. Romanenko     | 8         | 0         | 0         | 0         | 0         |
| A. Sotnikova     | 25        | 118       | 98        | 19        | 1         |
| E. Starikova     | 25        | 112       | 90        | 8         | 14        |
| D. Stoljarova    | 28        | 417       | 340       | 60        | 17        |
| A. Vinogradova   | 28        | 0         | 0         | 0         | 0         |

P = presenze; PT = punti totali; AV = attacchi vincenti; MV = muri vincenti; BV = battute vincenti

NB: Non sono disponibili i dati relativi alla Coppa di Russia e, di conseguenza, quelli totali